# Ossido di argento
L'ossido di argento (I) è un composto chimico con la formula Ag2O che si presenta come una polvere nera. 
Reazione chimica per ottenere ossido di argento (I): 
{\displaystyle {\ce {4Ag + O_2 -> 2Ag_2O}}}
È spesso usato per produrre altri sali dell'argento, grazie alla sua bassa resistenza agli acidi secondo la reazione
{\displaystyle {\ce {Ag2O + 2 HX -> 2 AgX + H2O}}}
dove la X rappresenta l'elemento che conferisce il nome all'acido. Nel caso dell'HCl ad esempio la reazione sarebbe
{\displaystyle {\ce {Ag2O + 2 HCl -> 2 AgCl + H2O}}}
che dà come prodotto finale il cloruro d'argento.